# 卡瓦納
8°23′44″S 78°0′59″W / 8.39556°S 78.01639°W

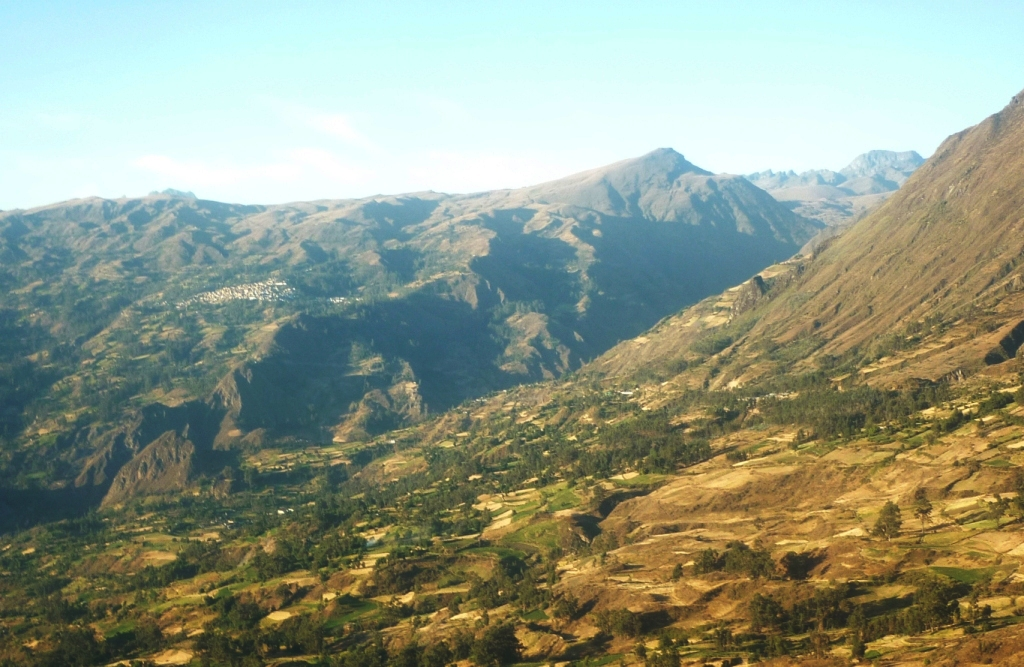

卡瓦納（西班牙語：Cabana），是秘魯的城市，位於該國北部安卡什大區，是帕亞斯卡省的首府，始建於1857年1月2日，面積150.29平方公里，海拔高度3,224米，2005年人口2,918，人口密度每平方公里19人。